# Fidel Amado Pérez
Fidel Amado Pérez (Ypané, Departamento Central, 19 de octubre de 1980) es un futbolista paraguayo. Jugó de defensa y actualmente es director técnico del Silvio Pettirossi de la Cuarta División de Paraguay.

## Clubes
| Club                     | País      | Año           |
| ------------------------ | --------- | ------------- |
| Guaraní                  | Paraguay  | 2002 - 2004   |
| Nacional                 | Paraguay  | 2004          |
| Cerro Porteño            | Paraguay  | 2005 - 2010   |
| Sportivo Luqueño         | Paraguay  | 2011          |
| Caracas                  | Venezuela | 2012          |
| Sol de América (Formosa) | Argentina | 2012-presente |